# Plectranthias altipinnatus
Plectranthias altipinnatus is een straalvinnige vissensoort uit de familie van zaag- of zeebaarzen (Serranidae). De wetenschappelijke naam van de soort werd voor het eerst geldig gepubliceerd in 1980 door Katayama & Masuda.